# White Bluff
White Bluff és una població dels Estats Units a l'estat de Tennessee. Segons el cens del 2000 tenia 2.142 habitants.

## Demografia
Segons el cens del 2000, White Bluff tenia 2.142 habitants, 881 habitatges, i 604 famílies. La densitat de població era de 207,3 habitants/km².
Dels 881 habitatges en un 30,9% hi vivien nens de menys de 18 anys, en un 53,1% hi vivien parelles casades, en un 11,4% dones solteres, i en un 31,4% no eren unitats familiars. En el 27,7% dels habitatges hi vivien persones soles l'11% de les quals corresponia a persones de 65 anys o més que vivien soles. El nombre mitjà de persones vivint en cada habitatge era de 2,43 i el nombre mitjà de persones que vivien en cada família era de 2,96.
Per edats la població es repartia de la següent manera: un 24,4% tenia menys de 18 anys, un 8,2% entre 18 i 24, un 30,7% entre 25 i 44, un 24,3% de 45 a 60 i un 12,4% 65 anys o més.
L'edat mediana era de 36 anys. Per cada 100 dones de 18 o més anys hi havia 93 homes.
La renda mediana per habitatge era de 34.107 $ i la renda mediana per família de 39.219 $. Els homes tenien una renda mediana de 31.509 $ mentre que les dones 25.260 $. La renda per capita de la població era de 16.229 $. Entorn del 6,1% de les famílies i el 8,1% de la població estaven per davall del llindar de pobresa.

## Poblacions més properes
El següent diagrama mostra les poblacions més properes.